# Malko Tărnovo
Malko Târnovo (în bulgară Малко Търново) este un oraș în partea de sud-est a Bulgariei. Aparține de  Obștina Malko Tărnovo, Regiunea Burgas.

## Demografie
Componența etnică a orașului Malko Tărnovo
     Bulgari (81,32%)
     Romi (5,72%)
     Nicio identificare (11,93%)
     Altele (1,83%)
La recensământul din 2011, populația orașului Malko Tărnovo era de 2.447 locuitori. Din punct de vedere etnic, majoritatea locuitorilor (81,32%) erau bulgari, cu o minoritate de romi (5,72%). Pentru 11,93% din locuitori nu este cunoscută apartenența etnică.